# اتفاقية شراء الطاقة

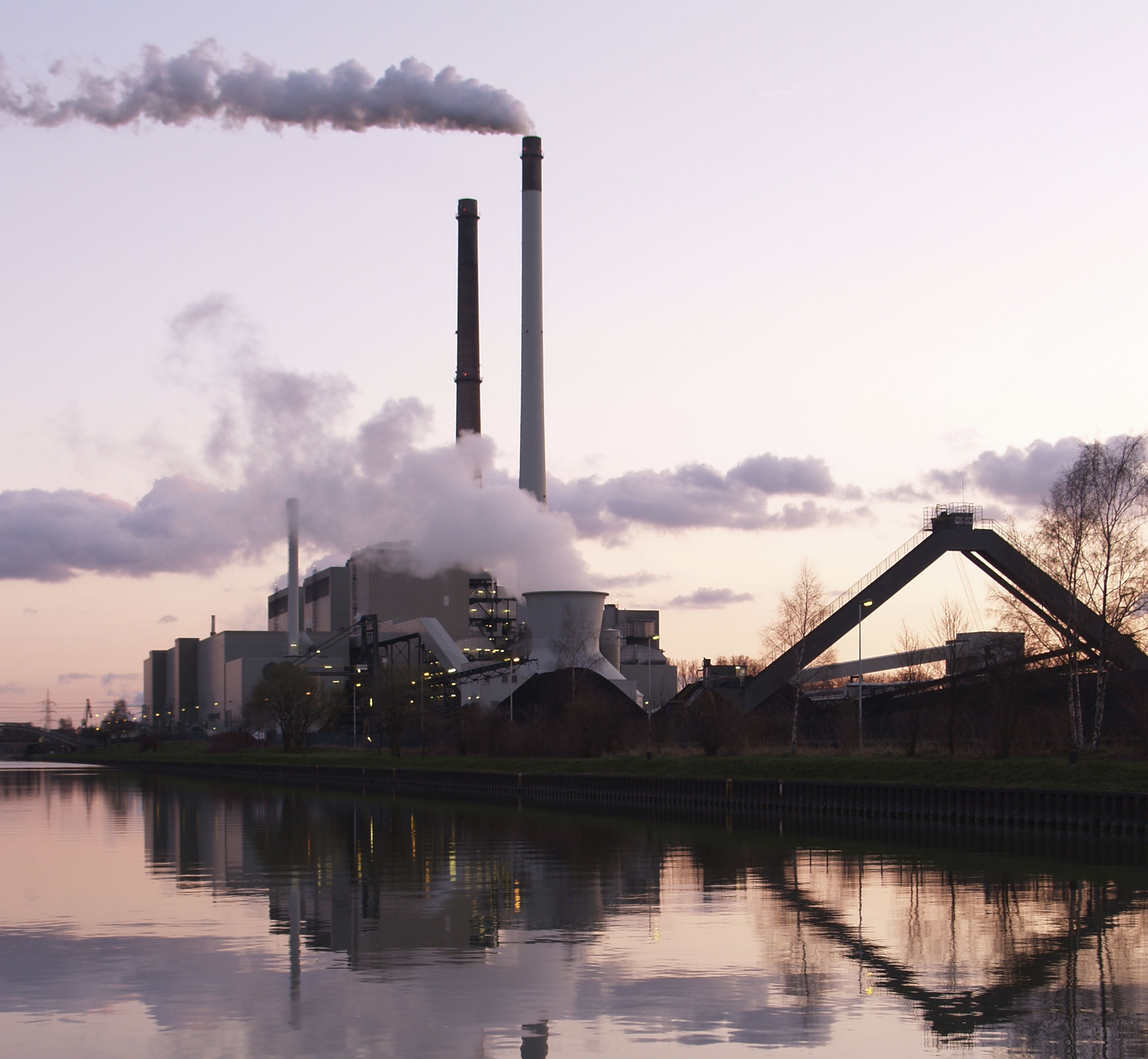

اتفاقية شراء الطاقة (بالإنجليزية: Power purchase agreement)‏، أو اتفاقية الطاقة الكهربائية، هي عقد بين طرفين، أحدهما يولد الكهرباء وهو (البائع) والآخر الذي يتطلع إلى شراء الكهرباء وهو (المشتري). تحدد اتفاقية شراء الطاقة جميع الشروط التجارية لبيع الكهرباء بين الطرفين، بما في ذلك متى سيبدأ التشغيل التجاري في المشروع، والجدول الزمني لتوصيل الكهرباء، والغرامات المفروضة على التسليم، وشروط الدفع، ونهاية الخدمة. اتفاقية شراء الطاقة هي الاتفاقية الرئيسية التي تحدد الإيرادات وجودة الائتمان للمشروع المولد وبالتالي فهي أداة رئيسية لتمويل المشروع. هناك العديد من أشكال اتفاقيات شراء الطاقة المستخدمة اليوم وهي تختلف وفقًا لاحتياجات المُشتري والبائع والأطراف المُمولة.

## خلفية عن اتفاقيات شراء الطاقة
اتفاقية شراء الطاقة، هي عقد قانوني بين مُولد الكهرباء (مقدم الخدمة) ومُشتري الطاقة (المشتري ، عادةً ما تكون شركة مرفق كهرباء محلية أو مشتري/تاجر طاقة كبير). قد تستمر الشروط التعاقدية للإتفاقية ما بين 5 و 20 سنة، وخلال هذه الفترة يشتري مشتري الطاقة الطاقة ، وأحيانًا أيضًا الخدمات المساعدة، من مولد الكهرباء. تلعب هذه الاتفاقات دورًا رئيسيًا في تمويل الأصول المولدة للكهرباء (أي غير المملوكة من قبل مرفق) الكهرباء. عادةً ما يكون البائع بموجب اتفاقية شراء الطاقة هو منتج طاقة مستقل أو "IPP".
في حالة التوليد المتوزع (حيث يقع المولد في موقع المبنى وتباع الطاقة لشاغلي المبنى)، تطورت هذه الاتفاقيات التجارية كمتغير يمكّن الشركات والمدارس والحكومات من شراء الكهرباء مباشرة من المولد بدلاً من من المرفق. يسهل هذا النهج تمويل أصول التوليد التموزعة مثل الخلايا الكهروضوئية والتوربينات الصغيرة والمحركات الترددية وخلايا الوقود.

## الأطراف المعنية
البائع:
بموجب اتفاقية شراء الطاقة، يكون البائع هو الكيان الذي يملك المشروع. في معظم الحالات ، يُنظم البائع ككيان ذي غرض خاص هدفه الرئيسي تسهيل تمويل المشروع دون حق الرجوع.
المشتري:
بموجب اتفاقية شراء الطاقة، يكون المشتري عادةً مرفق أو شركة تشتري الكهرباء لتلبية احتياجات عملائها. في حالة التوليد المتوزع الذي يشمل "اتفاقيات شراء الطاقة"، قد يكون المشتري شاغلاً للمبنى - مثل شركة أو مدرسة أو حكومة على سبيل المثال. يمكن لتجار الكهرباء أيضًا الدخول في اتفاقية شراء مع البائع.

## قابلية اتفاقيات شراء الطاقة
قد تكون اتفاقيات شراء الطاقة (PPAs) ملائمة لهذه الأسباب:
- الإيرادات المتوقعة للمشروع غير مؤكدة، وبالتالي فإن بعض الضمانات المتعلقة بالكميات المشتراة والسعر المدفوع مطلوبة لجعل المشروع قابلاً للتطبيق.
- الحماية من المنافسة المحلية أو الدولية الرخيصة أو المدعومة (على سبيل المثال ، عندما تنتج محطة طاقة مجاورة طاقة أرخص).
- هناك عميل واحد أو عدد قليل من العملاء الرئيسيين الذين سيأخذون الجزء الأكبر من المنتج - على سبيل المثال ، قد تشتري الحكومة الطاقة المولدة من محطة للطاقة وسترغب الحكومة في فهم المبلغ الذي ستدفعه مقابل الكهرباء وسوف ترغب شركة المشروع في اليقين من ناحية الإيرادات.
- رغبة المشتري في تأمين عملية التوريد.
- مع مشاريع الطاقة الشمسية في الشركات غير الهادفة للربح من أجل تقليل تكاليف تركيب نظام الطاقة الشمسي.[4]

## التمويل
غالبًا ما يُنظر إلى اتفاقية شراء الطاقة على أنها الوثيقة المركزية في تطوير أصول توليد كهرباء مستقلة (محطات الطاقة). ولأنها تحدد شروط الإيرادات للمشروع وجودة الائتمان، فهي أساسية للحصول على تمويل لمشروع بلا موارد.
إحدى الفوائد الرئيسية اتفاقيات شراء الطاقة هي أنه من خلالها تحديد مخرجات الأصول المولدة بوضوح (مثل النظام الكهربائي الشمسي) والائتمان لتدفقات الإيرادات المرتبطة بها، يمكن لمزود هذه الاتفاقيات أن يستخدمها لبدء حملة تمويل بدون موارد من بنك أو أي جهة تمويل.

## الجدول الزمني للعقد

### تاريخ النفاذ
تعتبر اتفاقية شراء الطاقة ملزمة تعاقديًا في تاريخ التوقيع عليها، والمعروفة أيضًا باسم تاريخ السريان. بمجرد بناء المشروع، يضمن تاريخ سريان المفعول أن المشتري سيشتري الكهرباء التي سيتم توليدها وأن المورد لن يبيع إنتاجه إلى أي شخص آخر باستثناء المشتري.

### العمليات التجارية
قبل أن يتمكن البائع من بيع الكهرباء للمشتري، يجب اختبار المشروع بالكامل لضمان الموثوقية والامتثال للممارسات التجارية المعمول بها. يتم تعريف تاريخ التشغيل التجاري على أنه التاريخ الذي يتم بعده الانتهاء من جميع الاختبارات والتكليفات، وهو تاريخ البدء الذي يمكن للبائع أن يبدأ فيه إنتاج الكهرباء لبيعها (أي عند اكتمال المشروع بشكل كبير). يحدد تاريخ التشغيل التجاري أيضًا فترة التشغيل، بما في ذلك تاريخ الانتهاء المتفق عليه تعاقديًا.

### تاريخ الإنهاء الاستباقي
عادة، ينتهي تنتهي اتفاقية شراء الطاقة بإنتهاء فترة التشغيل التجاري المتفق عليها. ويمكن إنهاء اتفاقية شراء الطاقة في حالة حدوث أحداث غير طبيعية أو إذا أدت الظروف إلى الفشل في تلبية الإرشادات التعاقدية. يحق للبائع إيقاف توصيل الطاقة نتيجة ظروف غير طبيعية، بما في ذلك الكوارث الطبيعية والأحداث غير المنضبطة. وقد تسمح اتفاقية شراء الطاقة أيضًا للمشتري بتقليص الطاقة في الظروف التي تتغير فيها قيمة الكهرباء بعد الضرائب.

## التشغيل والقياس
تقع مسؤولية صيانة وتشغيل مشروع التوليد على عاتق البائع. وهذا يشمل التفتيش والإصلاح المنتظم، إذا لزم الأمر، لضمان الممارسات الرشيدة. سيتم تطبيق إقتطاع تعويضات إذا فشل البائع في تلبية هذه المتطلبات. عادة، يكون البائع مسؤولاً أيضًا عن تركيب وصيانة عداد لتحديد كمية الإنتاج التي سيتم بيعها. في ظل هذه الظروف ، يجب على البائع أيضًا تقديم بيانات عن الحاجة لذلك، بناءً على طلب المشتري، بما في ذلك البيانات ذات الصلة بنوع التكنولوجيا المثبتة.

## المبيعات

### نقطة التسليم
تحدد اتفاقية شراء الطاقة مكان بيع الكهرباء فيما يتعلق بموقع المشتري والبائع. إذا تم توصيل الكهرباء في صفقة قضيب توصيل، فإن نقطة التسليم تقع على الجانب العلوي من المحول المجاور للمشروع. في هذا النوع من المعاملات ، يكون المشتري مسؤولاً عن نقل الطاقة من البائع. خلاف ذلك، ستميز اتفاقية شراء الطاقة نقطة تسليم أخرى تم الاتفاق عليها تعاقديًا من قبل الطرفين.

### التسعير
يتم الاتفاق على أسعار الكهرباء كأساس لاتفاق الشراكة بين القطاعين العام والخاص. قد تكون الأسعار ثابتة، أو تتصاعد بمرور الوقت، أو يتم التفاوض عليها بأي طريقة أخرى طالما وافق الطرفان على التفاوض. في بيئة منظمة، سوف ينظم منظم الكهرباء السعر. غالبًا ما تحدد اتفاقية شراء الطاقة مقدار الطاقة المتوقع أن ينتجها المورد كل عام وأي طاقة زائدة تنتج سيكون لها تأثير سلبي على معدل مبيعات الكهرباء التي سيشتريها المشتري. يهدف هذا النظام إلى توفير حافز للبائع لتقدير كمية الطاقة التي سيتم إنتاجها في فترة زمنية معينة بشكل صحيح.

### الفواتير والمدفوعات
سوف تصف اتفاقية شراء الطاقة أيضًا كيفية إعداد الفواتير والفترة الزمنية للرد على هذه الفواتير. ويشمل ذلك أيضًا كيفية التعامل مع المدفوعات المتأخرة وكيفية التعامل مع الفواتير التي أصبحت نهائية بعد فترات عدم النشاط فيما يتعلق بالطعن في الفاتورة. كما أن للمشتري سلطة مراجعة تلك السجلات التي ينتجها المورد في أي ظرف من الظروف.

### شروط الأداء
سيطلب المشتري عادةً من البائع ضمان أن المشروع سيفي بمعايير أداء معينة. تسمح ضمانات الأداء للمشتري بالتخطيط وفقًا لذلك عند تطوير مرافق جديدة أو عند محاولة تلبية جداول الطلب، مما يشجع البائع أيضًا على الاحتفاظ بسجلات مناسبة. في الحالات التي يفشل فيها الناتج من المورد في تلبية الطلب التعاقدي على الطاقة من قبل المشتري، ويكون البائع مسؤولاً عن استرداد هذه التكاليف. قد يتم الاتفاق على ضمانات أخرى بموجب العقد، بما في ذلك ضمانات التوافر وضمانات منحنى الطاقة. هذان النوعان من الضمانات أكثر قابلية للتطبيق في المناطق التي تكون فيها تكنولوجيا الطاقة المتجددة المُستخدمة أكثر تقلبًا.

## أمثلة على إتفاقيات شراء الطاقة
- يتم بيع كامل الطاقة المولدة من محطة نور أبو ظبي للطاقة الشمسية إلى شركة الإمارات للمياه والكهرباء(EWEC) ، بموجب اتفاقية شراء الطاقة لمدة 25 عامًا. حصل المشروع على تمويل محدود المصادر بقيمة 870 مليون دولار في مايو 2017.[8]
- يتم بيع الكهرباء المولدة من محطة بنبان للطاقة الشمسية في مصر إلى شركة توزيع الكهرباء المصرية بموجب اتفاقيات شراء الطاقة لمدة 25 عامًا.[9]
- يتم شراء الطاقة المولدة بواسطة محطة سكاكا للطاقة الشمسية من قبل الشركة السعودية للكهرباء بموجب اتفاقية شراء الطاقة (PPA) لمدة 25 عامًا والموقعة في فبراير عام 2018.[10]
- تم تقليل مخاطر مشروع مزرعة رياح جبل الزيت من خلال توقيع اتفاقية شراء الطاقة على المدى الطويل (PPA) لمدة 20-25 سنة، مع ضمان الحكومة لجميع الالتزامات المالية بموجب اتفاقية شراء الطاقة.